# Монтеросо Грана
Монтеро̀со Гра̀на (на италиански: Monterosso Grana; на пиемонтски: Montross, Монтърос, на окситански: Bourgat, Боургат) е село и община в Северна Италия, провинция Кунео, регион Пиемонт. Разположено е на 720 m надморска височина. Населението на общината е 546 души (към 2010 г.).